# My little stories -加藤いづみベスト-
『My little stories -加藤いづみベスト-』（マイ・リトル・ストーリーズ かとういづみベスト）は2015年8月19日にポニーキャニオンからリリースされた加藤いづみのベスト・アルバム。

## 概要
ポニーキャニオン、バップ、g-string recordsの音源やゲストボーカルでの参加曲、加藤いづみとしてデビューする前のSherry名義での曲等、加藤が選曲した2枚組ベスト・アルバム。デビュー25周年記念作品。

## 収録曲

### DISC 01
作詞・作曲・編曲：高橋研（特記以外）
1. Zero
  - 1stシングル
  - ニッポン放送｢ショウアップナイター｣エンディングテーマ
2. 雨が降る靴
  - 作詞・作曲：木嶋浩史
3. 髪を切ってしまおう
  - 2ndシングル
4. 美しすぎて
  - 作詞：山上路夫  作曲：村井邦彦
  - 3rdシングル
5. シャンプー
  - 3rdシングル
  - カネボウシャンプー｢I've｣CMソング
6. この街が好きだよ
  - 4thシングル
7. 好きになって、よかった
  - 5thシングル
  - フジテレビドラマ『悪魔のKISS』挿入歌
8. さよならが言えない
  - 6thシングル
9. 坂道
  - 編曲：佐藤準
  - 7thシングル
10. どれだけあなたのことを
  - 8thシングル
11. アイツに会ったら
  - 作曲：加藤いづみ
  - 9thシングル
12. Snow Bird
  - 10thシングル
13. 木枯らしを抱きしめて
  - 作詞：天野滋・加藤いづみ  作曲：坂本覚  編曲：白井良明
  - 11thシングル
14. 切なく青い空のページ
  - 作詞・作曲：上田ケンジ　編曲：十川知司・上田ケンジ
  - 12thシングル
  - 読売テレビドラマ『奇跡の人』エンディングテーマ
15. 元気でね バイバイ
  - 作詞・作曲・編曲：上田ケンジ　ストリングス・アレンジ：上田禎
  - 13thシングル
16. TRUE SONG
  - 作詞・作曲：加藤いづみ  編曲：島健
  - 14thシングル
  - アニメ映画『ハッピーバースデー 命かがやく瞬間』エンディングテーマ

### DISC 02
作詞・作曲・編曲：高橋研（特記以外）
1. Adesso e Fortuna ～炎と永遠～
  - 作詞・作曲：新居昭乃　編曲：萩田光男
  - Sherry名義
  - ロードス島戦記 OVA オープニングテーマ
2. 屋根の上で
3. 思い出がいっぱい
4. 星空のジェットプレイン
5. さよならSummer Days
6. ひまわり
7. 私の中のたくさんの私
8. 星合いの空まで
  - 作詞・作曲・編曲：上田ケンジ
9. 太陽が呼んでいる
  - 作詞・作曲・編曲：藤田千章
  - PlayStation 2用 シミュレーションRPG 『サモンナイト3』オープニングテーマ
10. 君のこと
11. Lesson
  - 作詞・作曲：加藤いづみ
12. 海へ続く道
  - 作詞・作曲：小田和正　編曲：Smiles & Tears
13. モンキートレイン
14. October
  - 作詞・作曲：加藤いづみ
15. 言葉
16. どんなときも。
  - 作詞・作曲：槇原敬之
  - 槇原敬之3rdシングル「どんなときも。」カバー